# Klischée
Klischée è una band di Berna, in Svizzera. Il gruppo è associato all'electro swing.

## Storia
Klischée si è formata nel 2010 come progetto in studio dei produttori musicali Dominique Dreier e Kilian Spinnler. Nel 2011, hanno tenuto le prime esibizioni dal vivo insieme al visual jockey (VJ) Benjamin Kniel, che si è unito al gruppo da allora. Successivamente, si è unito il MC e cantante William Bejedi, anche conosciuto come "45 degré". Sotto il nome di "Klischée & Band", vengono accompagnati da fino a tre musicisti dal vivo e una cantante. I singoli "Tin Tin" e "Tiquette" sono stati trasmessi in radio.

## Discografia

### Album
2014: Touché (Stereotyp GmbH)
2016: Bend the Rules (Stereotyp GmbH)

### EP
2021: Late Check-Out EP (Stereotyp GmbH)

### Singoli
2023: Tom's Diner
2021: So Good
2021: Get This (Bang Bang)
2021: Bad Things
2019: Stick to What You Got ft. Marina & The Kats
2018: Bella Ciao
2017: Mais Non (Versione 1920)
2016: Bend the Rules
2016: Damn Hot
2014: Tiquette
2013: Sometimes
2013: Tin Tin

### Remix
2022: Moira - Limonade (Stereotyp GmbH)
2022: Marina & The Kats - Pressure (Stereotyp GmbH)
2019: Brass Department - Welcome to the Brass Department (Stereotyp GmbH)
2018: Tim Freitag - By Your Side (Stereotyp GmbH / Noodle Soup Records)
2015: Traktorkestar - Gavotte de carotte (Trakton)
2013: Feet in the Sun (Lunik / Sophie Records)
2012: Quarantine (Bonaparte / Warner Music Germany)